# Neophema elegans
Neophema elegans (danh pháp hai phần: Neophema elegans) là một loài vẹt thuộc họ Psittaculidae. Neophema elegans là loài đặc hữu Úc. Loài này được mô tả lần đầu bởi John Gould năm 1837, danh pháp chi tiết trong tiếng Latinh nghĩa là "voi". Neophema elegans trưởng thành có thân dài đến 23 cm và có màu chủ yếu là ô liu vàng với dải trước màu lục với phía trên màu lục nhẹ hơn còn bụng và đít màu vàng. 

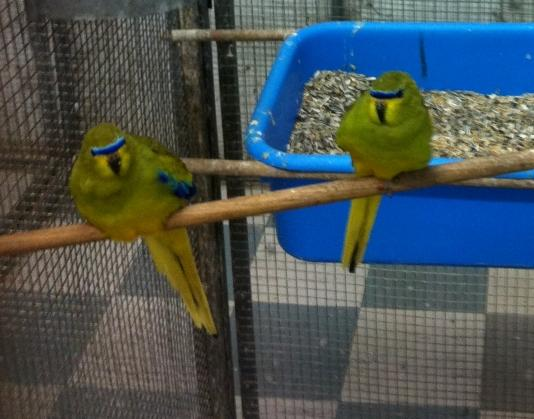

Mùa sinh sản từ tháng 7 đến tháng 11 sau khi mưa. Chúng làm tổ trong hốc rỗng trong cây cao hơn 15 m so với mặt đất, thường là một cây bạch đàn dọc theo bờ nước hoặc rừng bạch đàn, chúng đẻ mỗi tổ từ 4-6 quả trứng màu trắng kích thước 21 x 18 mm.